# Cherif (série télévisée)
Ne doit pas être confondu avec Chérif.
Cherif est une série télévisée policière française en 6 saisons créée par Lionel Olenga, Laurent Scalese et Stéphane Drouet, diffusée du 25 octobre 2013 au 22 février 2019 sur France 2 et rediffusée à partir du 6 septembre 2016 sur 13e rue.
Au Canada, la série est proposée dès le 6 novembre 2019 sur la plateforme ici.tou.tv.

## Synopsis
Capitaine à la brigade criminelle de Lyon, Kader Cherif est passionné par son boulot et s'amuse de ceux que cela étonne. Policier de terrain qui connaît sa ville comme personne, il ne quitte jamais vraiment son commissariat de la Croix-Rousse, puisqu'il habite... juste en face dans un appartement au rez-de-chaussée. Cherif a d'ailleurs les meilleurs résultats en matière d'élucidation de crimes depuis plusieurs années. Ceci légitime ses méthodes parfois originales et ne manque pas de provoquer des frictions avec sa partenaire, la rigoureuse Adeline Briard, puis, après le départ de cette dernière, avec Roxane Le Goff.

## Fiche technique
- Titre : Cherif
- Création : Lionel Olenga, Laurent Scalese et Stéphane Drouet
- Réalisation : Vincent Giovanni, Julien Zidi, Akim Isker, Chris Briant, Hervé Brami, etc.
- Scénario : Lionel Olenga, Marine Gacem, Mehdi Ouahab, Laure DeColbert, Robin Barataud, etc.
- Décors : Chantal Giuliani, Frédéric du Chaxel
- Costumes : Catherine Rigault, Tamarra Finot
- Photographie : José Gérel
- Montage : Emmanuel Douce, Nicolas Pechitch
- Musique : Raphaël Charpentier (saison 1), Christophe La Pinta (à partir de la saison 2), Hadrien Bongue, Romain Joutard
- Photographe de plateau : Fabrice Lang
- Casting : Bénédicte Guiho
- Produit par : Stéphane Drouet
- Producteur artistique: Lionel Olenga
- Producteur exécutif : Bertrand Soupey
- Sociétés de production : Making Prod, France Télévisions
- Sociétés de distribution : France 2 (France)
- Budget :
- Pays d'origine :  France
- Langue originale : français
- Format : couleur
- Genre : série policière
- Durée : 52 minutes

## Distribution

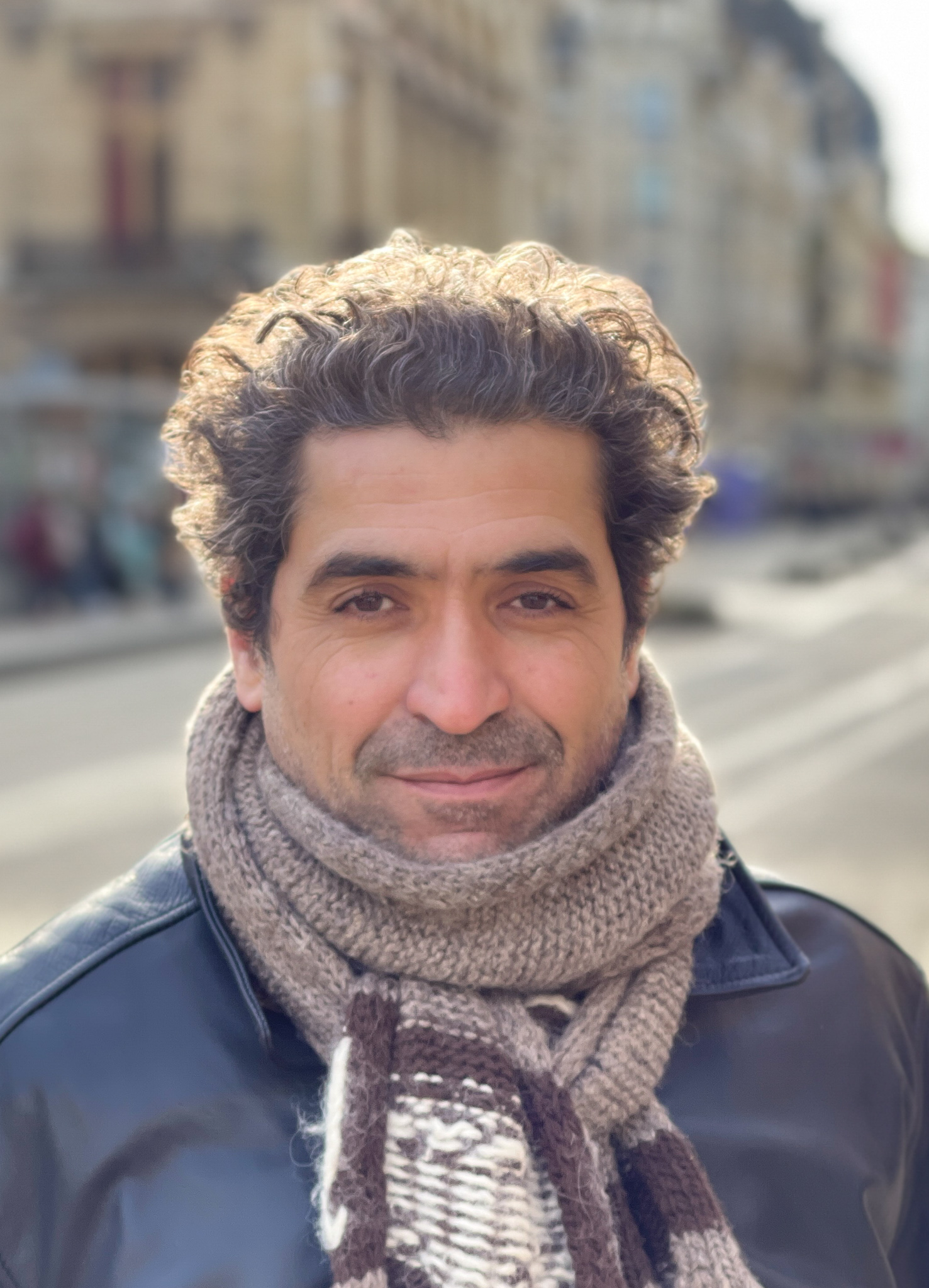
Abdelhafid Metalsi, l'interprète du rôle-titre

| Légende | Le rôle de l'acteur est principal | Le rôle de l'acteur est récurrent (plus de deux épisodes) | L'acteur est invité |

| Acteurs                                         | Personnages            | Nombre d'épisodes (1-5) | Saisons | Saisons | Saisons | Saisons | Saisons | Saisons |
| Acteurs                                         | Personnages            | Nombre d'épisodes (1-5) | 1       | 2       | 3       | 4       | 5       | 6       |
| La police                                       | La police              |                         |         |         |         |         |         |         |
| ----------------------------------------------- | ---------------------- | ----------------------- | ------- | ------- | ------- | ------- | ------- | ------- |
| Abdehafid Metalsi                               | Kader Cherif           | 48                      |         |         |         |         |         |         |
| Carole Bianic                                   | Adeline Briard         | 43                      |         |         |         |         |         |         |
| Aurore Erguy                                    | Roxane Le Goff         | 18                      |         |         |         |         |         |         |
| François Bureloup                               | Joël Baudemont         | 48                      |         |         |         |         |         |         |
| Vincent Primault                                | Philippe Dejax         | 48                      |         |         |         |         |         |         |
| Greg Germain                                    | Jean-Paul Doucet       | 48                      |         |         |         |         |         |         |
| Clémence Thioly                                 | Stéphanie Giraud       | 18                      |         |         |         |         |         |         |
| Nathalie Blanc                                  | Christelle Laurent     | 11                      |         |         |         |         |         |         |
| James Gonin                                     | Gabriel Perron         | 20                      |         |         |         |         |         |         |
| Guillaume Faure                                 | Commandant Dupré       | 20                      |         |         |         |         |         |         |
| Catherine Marchal                               | Sylvie Delmas          | 11                      |         |         |         |         |         |         |
| Les autres                                      |                        |                         |         |         |         |         |         |         |
| Mélèze Bouzid (1 à 4) puis Sonia Bendhaou (5-6) | Sarah Cherif           | 48                      |         |         |         |         |         |         |
| Élodie Hesme                                    | Deborah Atlan          | 48                      |         |         |         |         |         |         |
| Frédéric Gorny                                  | Pierre Clément         | 40                      |         |         |         |         |         |         |
| Arsène Mosca                                    | Jean-Pierre Rochmansky | 2                       |         |         |         |         |         |         |
| Arnaud Binard                                   | Pascal Garnier         | 30                      |         |         |         |         |         |         |
| Elsa Lunghini                                   | Justine Gayet          | 10                      |         |         |         |         |         |         |
| Tassadit Mandi                                  | Salima Cherif          | 48                      |         |         |         |         |         |         |
| Hammou Graïa                                    | Farid Cherif           | 10                      |         |         |         |         |         |         |
| Stefan Godin                                    | Père d'Adeline Briard  | 1                       |         |         |         |         |         |         |
| Philypa Phoenix                                 | Noémie Fouchet         | 1                       |         |         |         |         |         |         |
| Samir Zrouki                                    | Eddy Valette           | 10                      |         |         |         |         |         |         |
| Manon Elezaar                                   | Jennifer Valette       | 2                       |         |         |         |         |         |         |
| Rodolphe Couthouis                              | Grégory Le Goff        | 2                       |         |         |         |         |         |         |
| Candice Fernandes (5) puis Chiara Vergne (6)    | Julie Le Goff          | 1                       |         |         |         |         |         |         |

### La police
- Abdelhafid Metalsi : capitaine de police Kader Cherif
- Carole Bianic : capitaine de police Adeline Briard (saisons 1 à 5)
- Aurore Erguy : capitaine de police Roxane Le Goff (saisons 5 et 6)[note 1]
- François Bureloup : brigadier-chef Joël Baudemont
- Vincent Primault : Philippe Dejax, médecin légiste, meilleur ami de Chérif
- Greg Germain : Jean-Paul Doucet, commissaire du commissariat de la Croix-Rousse à Lyon, supérieur de Kader Cherif
- Clémence Thioly : Stéphanie Giraud, gardienne de la paix, coéquipière de Baudemont (saisons 1 et 2)
- James Gonin : Gabriel Perron, gardien de la paix, coéquipier de Baudemont (saisons 4 à 6)
- Nathalie Blanc : Christelle Laurent, gardienne de la paix (saisons 3, 5 et 6)
- Guillaume Faure : commandant Dupré, de l'IGPN (saisons 4 et 5)
- Catherine Marchal :  Sylvie Delmas, commissaire divisionnaire à Interpol (saisons 4 et 5)
- Jean-Michel Fête : commandant Éric Malzieu, de la Brigade de Protection des Mineurs, ami et ex-collègue de Roxane Le Goff (saisons 5 et 6)
- Camille Durand : Camille, gardienne de la paix (saisons 4 à 6)
- Stéphan Wojtowicz : brigadier Caruso (saison 6)
- Stefan Godin : le père d'Adeline Briard, directeur central de la Police Judiciaire (saisons 5 et 6)

### Les autres
- Mélèze Bouzid (saisons 1 à 4) puis Sonia Bendhaou (saisons 5 et 6) : Sarah Cherif, fille de Kader Cherif
- Élodie Hesme : Deborah Atlan, avocate au barreau de Lyon, et ex-femme de Kader Cherif, mère de Sarah Cherif
- Frédéric Gorny : Pierre Clément, avocat au barreau de Lyon, compagnon puis époux de Deborah Atlan
- Arsène Mosca : Jean-Pierre Rochmansky, indic débrouillard de Kader Cherif (2 épisodes)
- Arnaud Binard : Pascal Garnier, commandant de sapeurs-pompiers, meilleur ami de feu Sébastien Briard, le frère d'Adeline, et un temps compagnon de celle-ci (saisons 2 à 4)
- Elsa Lunghini : Justine Gayet, petite-amie de Kader Cherif (saison 4)
- Tassadit Mandi : Salima Cherif, mère de Kader Cherif
- Hammou Graïa : Farid Cherif, malfrat, père de Kader Cherif (saison 4)
- Philypa Phoenix : Noémie Fouchet, journaliste, fille de Jean-Paul Doucet (saisons 5 et 6)
- Samir Zrouki : Eddy Valette, enfant de la DASS, protégé de Kader Cherif, fils de Jennifer Valette (saisons 5 et 6)
- Manon Elezaar : Jennifer Valette, mère d'Eddy Valette, maîtresse de Kader Cherif (saisons 5 et 6)
- Rodolphe Couthouis : Grégory Le Goff, époux de Roxane Le Goff (saisons 5 et 6)
- Candice Fernandes (saison 5) puis Chiara Vergne (saison 6) : Julie Le Goff, fille de Roxane et Grégory Le Goff
- Mattéo Perez : Matthieu Le Goff, fils de Roxane et Grégory Le Goff (saison 6)
- Peggy Martineau : Mélanie, compagne du docteur Philippe Dejax (saison 6)

## Production

### Développement
En 2010, France 2 lance un appel d'offres pour de nouvelles séries. Lionel Olenga, Laurent Scalese et Stéphane Drouet cherchent à proposer une série policière plus divertissante. Ils apportent un côté « surréaliste » et « décalé » dans Cherif .

### Tournage
Contrairement aux méthodes de production habituelles, la première saison a été tournée en deux temps, tout d'abord du 15 octobre au 7 décembre 2012 (épisodes 1 à 4), puis du 11 février au 5 avril 2013 (épisodes 5 à 8).
À la recherche d'une ville de province, l'un des producteurs, originaire de Lyon, propose sa ville. La série est donc tournée dans l'agglomération lyonnaise. L'extérieur du commissariat se situe place Bellevue (précisément à l'angle du numéro 2 de la rue Bodin) à Lyon, sur les hauteurs de la Croix-Rousse ; il s'agit d'un décor, l'emplacement étant en réalité un immeuble d'habitation. La place Bellevue, qui est désignée sous son vrai nom par les personnages, est visible à de nombreuses reprises tout au long de la série, les protagonistes y fréquentant en particulier un kiosque à pizza. L'appartement du capitaine Cherif se situe au numéro 1 de la rue Bodin, juste en face du supposé commissariat, dont les intérieurs sont tournés à Caluire-et-Cuire, plus précisément dans la zone Périca, où se trouvait l’entreprise Majorette. 
Dans les différents épisodes, on peut voir entre autres le collège de la Tourette (boulevard de la Croix-Rousse), le château Perrache, le palais de justice de Lyon, le quartier Confluence, le fort de Montessuy à Caluire-et-Cuire, Rillieux-la-Pape, l'hôtel Le Simplon ou le casino Le Lyon Vert situé à la Tour-de-Salvagny. La brasserie Les Boulistes (place Tabareau à la Croix-Rousse), explicitement nommée, sert de lieu de rendez-vous aux comploteurs ripoux dans les épisodes 5-9 et 5-10.
Une autre série policière de France 2 avait déjà été tournée dans la ville en 2000-2002 : Lyon police spéciale.

### Diffusion
En France, la série est diffusée sur France 2 : 
- première saison : du 25 octobre au 15 novembre 2013 ;
- deuxième saison : du 2 au 30 janvier 2015 ;
- troisième saison : du 8 janvier au 5 février 2016 ;
- quatrième saison : du 6 janvier au 3 février 2017 ;
- cinquième saison : du 5 janvier au 2 février 2018 ;
- sixième saison : du 4 janvier au 22 février 2019.

Le 18 mai 2019, Takis Candilis, directeur des programmes de France 2, annonce qu'il n'y aura pas de septième saison de Cherif, l'interprète principal ayant décidé d'arrêter .
Cette série est également diffusée en Suisse romande. En 2020, la Société Radio-Canada s'associe avec France Télévisions afin que la série soit publiée sur sa plate-forme ici.tou.tv.

## Épisodes

### Première saison (2013)
1. Les Liens du sang
2. Faux Semblants
3. Le Dernier Mot
4. Injustice
5. Crime à la carte
6. Diagnostic : Meurtre
7. Reine d’un jour
8. Black Jack

### Deuxième saison (2015)
1. Rendez-vous mortels
2. Pressions
3. À cœur ouvert
4. Code d'honneur
5. Désaccords majeurs
6. Bonheur à vendre
7. Au suivant[7]
8. À ma fille
9. Au feu
10. & Associés

### Troisième saison (2016)
1. Thérapie mortelle
2. Le Cri du silence
3. Témoin gênant
4. À la folie
5. Un ami d'enfance
6. Chantages
7. Jusqu'à la dernière seconde
8. Sans appel
9. Les jeux sont faits
10. Rien ne va plus

### Quatrième saison (2017)[10]
1. Jusqu'à ce que la mort nous sépare
2. Impitoyable Sélection
3. Meurtre parfait
4. La Mort de Kader Cherif
5. Cherif contre Cherif
6. Hors la loi
7. Qui a tué le colonel Moutarde ?
8. La Dernière Séance
9. Otages
10. Que justice soit faite

### Cinquième saison (2018)
1. Week-end mortel
2. Mauvaises rencontres
3. L'ombre d'un héros
4. Ce que veut Adeline…
5. Ce que veut Kader…
6. La fièvre du vendredi soir
7. Quand Cherif rencontre Huggy
8. Au cœur du crime
9. Sur le fil - partie 1
10. Sur le fil - partie 2

### Sixième saison (2019)
La saison 6 comprend douze épisodes.
1. Festival mortel
2. Disparue
3. Pièce à convictions
4. Cherif, fais-moi peur
5. Vengeance en ligne
6. Le Chat connaît l'assassin
7. Illusion fatale
8. En pleine tempête
9. Parole contre parole
10. Piégé
11. Parce que tout doit avoir une fin (partie 1)
12. Parce que tout doit avoir une fin (partie 2)

## Univers de la série

### Personnages

#### Personnages principaux
Kader Cherif
Kader Cherif est avant tout un policier. Sa vocation est née de sa grande consommation de séries policières pendant son adolescence dans les années 1980. Les héros d'Amicalement Vôtre, Kojak ou encore Starsky et Hutch lui ont servi de modèle, lui dont le père, Farid, a quitté le foyer alors qu'il n'était qu'un enfant. Élevé par sa mère à Vaulx-en-Velin, il a adulé ces personnages étant jeune, et aujourd'hui il les imite au quotidien : flic drôle et charmeur, ses méthodes sont souvent inattendues, mais elles ont fait leurs preuves. Cherif est un capitaine reconnu et respecté, qui sait aussi mettre son exubérance de côté, pour écouter et observer ce qui échappe parfois aux autres. Il maîtrise son métier, et connaît bien son territoire, Lyon. En revanche, ce qui lui échappe, c'est sa vie personnelle, parce qu'il mélange vies personnelle et professionnelle. En effet, il vit en face de son bureau, travaille sous les fenêtres de son salon. Son ex-femme, sa fille, sa nouvelle coéquipière, mais aussi les témoins, les suspects, ou encore son équipe savent où le trouver : si ce n'est pas à l'hôtel de police, c'est en face. Il peut donc interroger un témoin chez lui, ou en salle d'interrogatoire sonder sa fille sur sa prochaine sortie. Les origines maghrébines du personnage sont floues, à la manière du protagoniste de la série Luther , bien que l'acteur qui l'interprète soit d'origine algérienne. Il est armé d'un Colt Python .357, arme précise et fiable mais qui n'est plus utilisée en police depuis que le calibre 357 est déconseillé (hors BRI et Intervention).
L'appartement de Cherif se trouve au No 1 de la rue Bodin à Lyon, dans le quartier de la Croix-Rousse, juste en face du commissariat, situé dans l'immeuble d'angle du No 2 rue Bodin et de la place Bellevue.
Adeline Briard
Adeline Briard est la partenaire de Cherif de la première à la cinquième saison. Capitaine de police, elle est tout l'opposé de son coéquipier : réfléchie, excellente technicienne, et surtout respectueuse des procédures. Elle qui met un point d'honneur à faire oublier qu'elle est la fille du directeur de la Police judiciaire de Paris, ne comprend pas les « cherifferies » de son partenaire. Mais leurs visions si contradictoires du métier s'avèrent finalement complémentaires. Et s'il l'agace parfois avec ses manières de sale gosse, au fond elle sait qu'ensemble ils sont plus efficaces. Elle éprouve un profond respect pour ce flic humaniste, et porte un regard tendrement moqueur sur ce père régulièrement dépassé. Malgré l'assurance dont il fait preuve, Kader est assez impressionné par les qualités professionnelles d'Adeline, et il accepte également ses conseils sur le plan personnel, notamment dans les difficultés qu'il rencontre avec sa fille. Dans la saison 3, elle renoue avec Pascal Garnier, son ex, mais finira par le quitter à nouveau durant l'entre-saison 3 à 4. Son personnage quitte la série au milieu de la cinquième saison, la comédienne préférant s'occuper de sa famille (dans la série, le personnage d'Adeline quitte Lyon pour le Canada).
Roxane Le Goff
La capitaine Roxane Le Goff est la nouvelle partenaire de Cherif, succédant à Adeline Briard après le départ de celle-ci lors de la cinquième saison. Roxane travaillait auparavant à la Brigade de protection des mineurs (BPM), mais, insatisfaite, souhaitait changer d'affectation. Elle est mariée à un homme prénommé Grégory, qui souhaite entamer une carrière d'auteur de polars, et ils sont les parents d'un fils, Matthieu, et d'une petite fille d'une dizaine d'années, Julie. Sa série favorite est Prison Break. Tout comme Adeline Briard, Roxane fait la connaissance de Cherif en lui passant les menottes, à la suite d'une confusion. Mais contrairement à Adeline, Roxane ne noue aucune liaison amoureuse avec lui.

#### Personnages secondaires
Sarah Cherif
Sarah, dont Cherif partage la garde avec son ex-femme Deborah, est adolescente : ce cas de figure est déjà compliqué pour les parents en général, mais pour un homme qui n'a pas connu son père, élever une adolescente est un véritable tour de force. Souvent critiqué pour son côté surprotecteur, une grande tendresse existe entre eux, et ils apprennent l'un de l'autre. Lors d'un épisode, elle va être au cœur d'une enquête : elle est témoin d'un vol à l'arraché, et ses parents hésitent à la convaincre de délivrer son témoignage au juge face à l'avocat du dangereux suspect.
Deborah Atlan
Avocate pugnace au barreau de Lyon, elle passe une bonne partie de son temps à défendre au quotidien les suspects que Kader souhaite voir mis en examen. Il partage avec elle la garde de leur fille Sarah, et cela leur fournit régulièrement d'autres sujets d'affrontements, même s'ils désirent tous les deux entretenir la relation la plus apaisée qui soit.
Joël Baudemont
Flic de la vieille école, ce brigadier-chef a tout vu, tout connu… Il en faut donc beaucoup pour transpercer sa carapace de flic endurci. Marié et père de trois enfants, il paraît souvent maladroit et vulgaire, d'autant qu'il aime « bousculer » les bonnes manières de son entourage et qu'il est très amateur de calembours douteux. Mais derrière cette image de balourd peu impressionné par le boulot des flics en civil, se cache un policier de terrain prêt à suivre Kader dans tous ses plans « hors procédure », et qui en réalité est plus fin qu'il n'y paraît.
Philippe Dejax
Ce médecin légiste débonnaire et un brin misogyne éclaire d'un œil avisé les aspects scientifiques des enquêtes. Très complice avec Cherif dont il envie le pouvoir de séduction, il va être troublé au plus haut point par l'arrivée d'Adeline Briard dans l'équipe. Son objectif : tout faire pour la séduire. Lors de la saison 6, il rencontre Mélanie, qui tombe enceinte de lui.
Jean-Paul Doucet
Commandant le commissariat de la Croix-Rousse, il dirige son hôtel de police avec autorité et humanité. Respecté pour sa carrière exemplaire, il sait toutefois qu'une enquête ne se résout pas toujours dans le strict respect de la procédure ; c'est pourquoi il défend régulièrement les « cherifferies », les méthodes excentriques de Cherif, avec lequel il entretient une amitié discrète. Il découvre avoir une fille lors de la saison 5.

##### Anciens personnages secondaires
Pierre Clément
Avocat combatif, il apparaît pour la première fois dans le 7e épisode, en défendant un photographe suspecté de meurtre. Ses liens avec Cherif vont rapidement s'avérer  complexes : compagnon de Deborah, il peut voir Kader comme un éternel rival, mais il épouse Deborah durant la saison 4.
Commandant Pascal Garnier
Commandant des sapeurs pompiers, apparu pour la première fois dans le 9e épisode de la deuxième saison. C'est un ex d'Adeline Briard, et il était le meilleur ami de Sébastien, le frère de celle-ci, mort apparemment par suicide sans que Garnier ait pu l'empêcher. Dans la saison 3, le commandant renoue sa relation avec Adeline, mais leur histoire cesse dans l'entre-saison. Il meurt à la fin de la saison 4.

### Clins d’œil

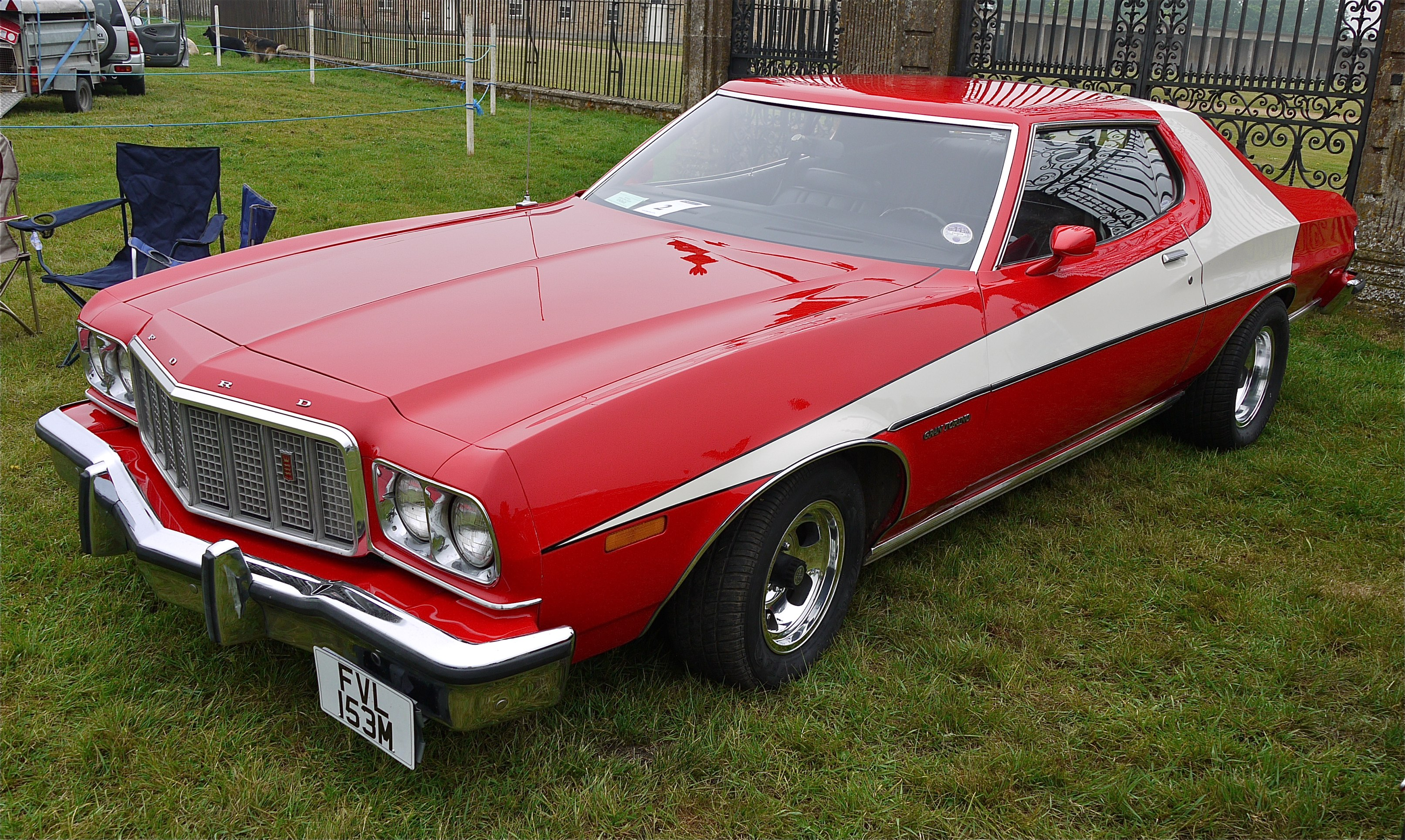
La Ford Gran Torino de Starsky et Hutch.

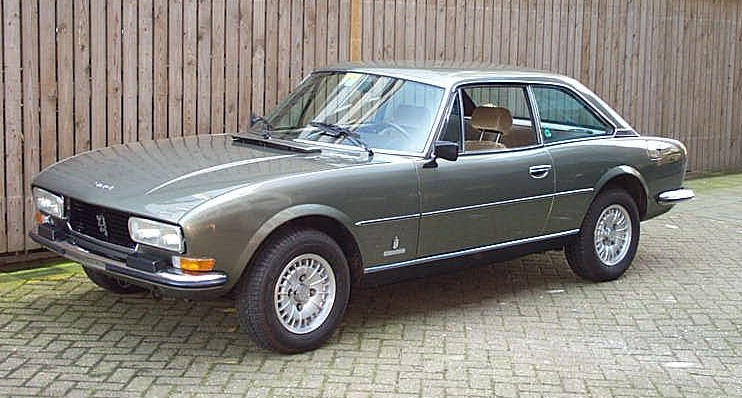
Une Peugeot 504 Coupé, de la même couleur que celle utilisée dans la série.

Conformément au goût et à l'érudition du capitaine Cherif en matière de séries policières télévisées, la série qui porte son nom fait de très nombreuses références à d'autres séries ou films, via des citations ou des objets  :
- la « petite phrase » d'humour noir que lance systématiquement Joël Baudemont sur la scène de crime rappelle l'attitude semblable du personnage Lennie Briscoe dans New York, Police Judiciaire (New York District) ;
- la voiture de Cherif, une Peugeot 504 Coupé V6 (couleur vert-de-gris) fait référence à l'utilisation de voitures anciennes dans les séries Columbo (une Peugeot 403 Cabriolet) ou Starsky et Hutch[13] ; au moins trois véhicules différents ont servi aux tournages, parfois dans le même épisode ;
- Cherif possède dans son bureau une réplique miniature de la Ford Gran Torino rouge à bande blanche de Starsky et Hutch[14] ; le modèle réel apparaîtra dans l'épisode 5-07 : on peut y voir Antonio Fargas reprendre son rôle culte des années 1970 de « Huggy les bons tuyaux »[15], et Cherif avoir le plaisir de conduire la Ford de Starsky !
- le protagoniste est armé d'un révolver utilisant des munitions 357 Magnum[14], au lieu du Sig-Sauer SP 2022 équipant la police nationale française ;
- X-Files et Un jour sans fin, dans des recherches Internet pour comprendre un évènement surnaturel (l'épisode 4-04  « La Mort de Kader Cherif » est explicitement inspiré d'Un jour sans fin) ;
- L'Agence tous risques pour la citation « J'adore qu'un plan se déroule sans accroc » (saison 2, épisode 9).
- une référence à Rick Hunter : le personnage du sergent Dee Dee McCall (Cherif présentant à la classe de sa fille, sa collègue : Adeline Briard) (saison 2, épisode 9) ;
- Magnum, Clair de lune[11] ;
- Chips (saison 2, épisode 5) ;
- Boston Legal de David E. Kelley avec la mention du cabinet d'avocats cabinet Crane, Poole & Schmidt (saison 2, épisode 5) ;
- une référence aux séries Candice Renoir et Caïn (saison 3, épisode 4) pendant le test de mémoire.
- un clin d’œil à la série Avocats et associés : les deux victimes de l'épisodes 2-10, titré « & Associés », avaient débuté leur carrière comme avocats stagiaires au sein du cabinet Carvani, tout comme Pierre Clément — joué par Frédéric Gorny —, le compagnon de Deborah Atlan. Or, dans la série Avocats et associés, le personnage joué par Frédéric Gorny était déjà un avocat travaillant au sein du cabinet Zelder-Carvani.
- Ally McBeal : en affirmant qu'un problème est un synonyme pessimiste de défi.
- Dr House : en affirmant que « la bouche ment, l’œil trompe, mais les chaussures disent toujours la vérité », dans la saison 2, épisode 10 « & Associés ».
- Les Cinq Dernières Minutes : lorsque Cherif cite « Bon sang, mais c'est bien sûr » et qu'Adeline réplique par « Je vous écoute, commissaire Bourrel » (saison 2).
- série PJ : Thierry Desroses (le lieutenant Porret dans PJ) fait une apparition dans le dernier épisode (saison 6 ép. 12) sous le nom de « Pr Porret, psychiatre ».

#### Mention des épisodes de séries
Certains épisodes de séries sont explicitement nommés :
- Les Brigades du Tigre (saison 4, épisode 5) dans la saison 3, épisode 1 « Thérapie mortelle ».
- Castle (relation intime entre Beckett et Castle - saison 3, épisode 3) ; (roman de Richard Castle Vague de Chaleur posé sur la table près du lit d'Adeline Briard - saison 3, épisode 4) ; (discussion sur l'acteur Nathan Fillion qui  joue dans Castle et Firefly - saison 4, épisode 9) ;
- Cherif (saison 4, épisode 3) ;
- Columbo (saison 4, épisode 1) ;
- Kojak (saison 1, épisode 1) ;
- Mission impossible (saison 6, épisode 10) ;
- New York Police Blues (saison 2, épisode 22) ;
- Le Retour du Saint (épisode 10) ;
- Starsky et Hutch (saison 4, épisode 7) ;
- Luther (saison 1, épisode 1) ;
- Monk (saison 2, épisode 2) dans la saison 6, épisode 3 "Pièces à conviction".

## Accueil

### Audiences
| Saison | Nombre d'épisodes | Horaire          | Diffusion en France | Diffusion en France | Audiences (en millions) | Audiences (en millions) | Audiences (en millions) |
| Saison | Nombre d'épisodes | Horaire          | Début de saison     | Fin de saison       | Première                | Finale                  | Moyenne                 |
| ------ | ----------------- | ---------------- | ------------------- | ------------------- | ----------------------- | ----------------------- | ----------------------- |
| 1      | 8                 | Vendredi 20 h 45 | 25 octobre 2013     | 15 novembre 2013    | 3,46                    | 3,45                    | 3,44                    |
| 2      | 10                | Vendredi 20 h 45 | 2 janvier 2015      | 30 janvier 2015     | 3,40                    | 4,21                    | 3,58                    |
| 3      | 10                | Vendredi 20 h 55 | 8 janvier 2016      | 5 février 2016      | 4,26                    | 4,73                    | 4,36                    |
| 4      | 10                | Vendredi 20 h 55 | 6 janvier 2017      | 3 février 2017      | 5,23                    | 4,82                    | 4,66                    |
| 5      | 10                | Vendredi 20 h 55 | 5 janvier 2018      | 2 février 2018      | 4,83                    | 4,01                    | 4,10                    |
| 6      | 12                | Vendredi 21 h 10 | 4 janvier 2019      | 22 février 2019     | 4,01                    | 3,38                    | 3,66                    |

La deuxième saison réalise une audience moyenne de 3,58 millions de téléspectateurs (15 % de part d'audience), en légère hausse par rapport à la première saison et ses 3,44 millions de téléspectateurs (13,9 % de pda). Après un début de saison mitigé gêné notamment par une actualité lourde, la série trouve son public sur les 3 dernières soirées avec 16,6 % de pda en moyenne pour 4 millions de téléspectateurs. Le 9e épisode de la deuxième saison réalise la meilleure audience de la série avec 4,21 millions de téléspectateurs (16,6 % de pda), se plaçant en tête des programmes de la soirée.
Le record historique de la série est atteint le 6 janvier 2017, lors du lancement de la saison 4. En effet, le premier épisode de la saison diffusé entre 20 h 55 et 21 h 50 a réuni 5,23 millions de téléspectateurs soit 21 % de part de marché, se classant largement en tête des audiences de la soirée. Le record en PDA est atteint lors du deuxième épisode de ce même jour avec 21,3 %.

### Réception critique
Nicolas Robert, du site Daily Mars, trouve la série plutôt bonne. Les deux personnages principaux sont solides, notamment celui de Kader Cherif, toujours tout sourire et décontracté, ce qui nourrit la dimension comique de la série. Les épisodes sont bien écrits, avec de nombreuses références aux autres séries ainsi que des « fins d'acte soignées » à l'instar des séries américaines.
Benjamin Fau, de L'Express, trouve que même si, sur le papier, le pitch de la série est d'un « traditionalisme rebutant », elle tire son épingle du jeu en étant un divertissement efficace dont on a envie de voir la suite. Il souligne une « bonne alchimie entre les personnages comme entre les acteurs », une « bonne rythmique de la narration » qui s'inspire des séries américaines et de leur construction en « actes », ainsi que de « petites touches d'humour ».
Pour Annabelle Laurent, de 20 minutes, les enquêtes sont classiques et les résolutions prévisibles, voire risibles. La série évite certains clichés, mais pas ceux des séries policières et de ses « phrases toutes faites ».

### Prix
- Festival Séries Mania : Meilleur acteur dans une série française en 2013 pour Abdelhafid Metalsi[24].
- Festival Polar de Cognac : « POLAR » 2017 de la Meilleure Série Francophone de Télévision